# John Lasseter
John Alan Lasseter  (Los Angeles, 12 de janeiro de 1957) é um diretor e produtor americano. Ele é mais conhecido por ter sido o diretor de criação da Pixar, Walt Disney Animation Studios e DisneyToon Studios. E é também o principal consultor criativo da Walt Disney Imagineering.
Lasseter começou sua carreira como animador para a Walt Disney Animation Studios. Depois de ser demitido da Disney por promover a animação computadorizada, ele ingressou na Lucasfilm, onde trabalhou na então inovadora animação digital. O grupo de gráficos da divisão de computador da Lucasfilm foi vendida para Steve Jobs e transformou-se na Pixar em 1986. Lasseter supervisionou todos os filmes da Pixar e projetos associados como produtor executivo. Além disso, dirigiu Toy Story (1995), A Bug's Life (1998), Toy Story 2 (1999), Cars (2006) e Cars 2 (2011). Desde 2006 até 2017, Lasseter também supervisionou todos os filmes da Walt Disney Animation Studios (e DisneyToon Studios) e projetos associados como produtor executivo.
Ele ganhou dois Oscar, por melhor curta-metragem de animação (por Tin Toy), além de um Prêmio de Realização Especial (por Toy Story).

## Anos iniciais
Lasseter nasceu em Hollywood, Califórnia. Sua mãe, Jewell Mae (née Risley, 1918-2005), era uma professora de artes na Bell Gardens High School, e seu pai, Paul Eual Lasseter (1924-2011), era um gerente das peças em uma concessionária da Chevrolet. Ele tem uma irma gêmea, Johanna Lasseter-Curtis, que se tornou uma padeira em Lake Tahoe, é seis minutos mais velha.
Lasseter cresceu em Whittier, Califórnia. A profissão de sua mãe contribuiu para o seu crescente interesse na animação. Muitas vezes desenhava caricaturas durante os cultos na Igreja de Cristo que sua família frequentava. Quando criança, Lasseter correu para casa da escola para assistir desenhos animados de Chuck Jones na televisão. Quando no colegial, leu The Art of Animation de Bob Thomas. O livro cobriu a história da animação da Disney e explorou a produção de Sleeping Beauty (1959), que fez Lasseter perceber que ele queria fazer a animação. Quando ele viu o filme de 1963 da Disney, The Sword in the Stone, ele finalmente tomou a decisão de se tornar um animador.
O ensino superior de Lasseter começou na Universidade de Pepperdine, que era a alma mater de seus pais e seus irmãos. No entanto, ele ouviu falar de um novo programa de animação de personagens na California Institute of the Arts (CalArts) e decidiu deixar Pepperdine para seguir seu sonho de se tornar um animador. Sua mãe o incentivou a assumir uma carreira em animação, e em 1975 ele se matriculou como o segundo aluno no programa de animação de personagens CalArts criado pelos animadores da Disney, Jack Hannah e T. Hee. Lasseter foi ensinado por três membros da equipe de animadores veteranos da Disney, Os Nove Anciões - Eric Larson, Frank Thomas e Ollie Johnston, e seus colegas de turma incluíam os futuros animadores e diretores como Brad Bird, John Musker, Henry Selick, Tim Burton e Chris Buck. Durante seu tempo lá, ele produziu dois curtas de animação - Lady and the Lamp (1979) e Nitemare (1980) - ambos ganharam o Estudantil Academy Award para Animação.
Enquanto na CalArts, Lasseter começou a trabalhar para a Walt Disney Company na Disneyland em Anaheim durante as férias de verão e conseguiu um emprego como um capitão Jungle Cruise, onde ele aprendeu o básico de comédia e timing cômico para entreter o público no passeio.

## Carreira

### Primeiros anos na Disney
Depois de se formar em 1979, Lasseter imediatamente obteve um emprego como animador na Walt Disney Feature Animation, principalmente devido ao seu sucesso com Lady and the Lamp. O estúdio havia revisto cerca de 10 000 portfólios no final da década de 1970 em busca de talentos e, em seguida, selecionou apenas cerca de 150 candidatos como aprendizes, dos quais apenas cerca de 45 foram mantidos permanentemente. No outono de 1979, o animador da Disney, Mel Shaw, disse ao Los Angeles Times que "John tem uma sensação instintiva de personagem e movimento e mostra todas as indicações de florescimento aqui em nossos estúdios ... Com o tempo, ele fará uma excelente contribuição. "
No entanto, Lasseter logo percebeu que algo estava faltando: depois de 101 dálmatas, que na sua opinião era o filme em que a Disney havia atingido seu patamar mais alto, o estúdio perdera o ímpeto e foi criticado por se repetir muitas vezes sem acrescentar novas idéias ou inovações. Entre 1980 e 1981, ele casualmente encontrou algumas fitas de vídeo de então novas conferências de computação gráfica, que mostraram alguns dos primórdios da animação por computador, principalmente esferas flutuantes, que ele experimentou como uma revelação. Mas não foi até pouco tempo depois, quando ele foi convidado por seus amigos Jerry Rees e Bill Kroyer, enquanto trabalhava em Mickey's Christmas Carol, para vir e ver as primeiras seqüências de ciclo leve para um próximo filme intitulado Tron, apresentando imagens geradas por computador (CGI), que ele realmente viu o enorme potencial desta nova tecnologia em animação. Naquele tempo, o estúdio usara uma câmera multiplano para adicionar profundidade à sua animação. Lasseter percebeu que os computadores poderiam ser usados para fazer filmes com fundos tridimensionais onde personagens tradicionalmente animados poderiam interagir para adicionar um novo nível de profundidade visual deslumbrante que não tinha sido possível antes. Ele sabia que acrescentar dimensão à animação tinha sido um sonho de longa data de animadores, como o próprio Walt Disney.
Mais tarde, ele e Glen Keane conversaram sobre como seria grande fazer uma animação onde o fundo era animado por computador, e depois mostraram a Keane o livro The Brave Little Toaster de Thomas Disch, que ele achava que seria um bom candidato para um filme. Keane concordou, mas primeiro eles decidiram fazer um pequeno filme de teste para ver como funcionava, e escolheram Where the Wild Things Are, uma decisão baseada no fato de que a Disney tinha considerado produzir um filme baseado na obra de Maurice Sendak. Satisfeito com o resultado, Lasseter, Keane eo executivo Thomas L. Wilhite prosseguiram com o projeto, especialmente Lasseter que se dedicou a ele, enquanto Keane finalmente passou a trabalhar em The Great Mouse Detective.
Lasseter e seus colegas inadvertidamente passaram a insistir aos seus diretos superiores para realizar o projeto, e seus entusiasmos fizeram o projeto seguir a diante. No entanto, durante uma reunião sobre o filme, o administrador de animação Ed Hansen, e o CEO da Disney, Ron W. Miller, cancelaram o projeto, devido à falta de benefícios e o custo percebidos para a mistura da animação tradicional e computador. Poucos minutos depois da reunião, Lasseter foi convocado por Hansen para seu escritório. Como Lasseter recordou, Hansen disse-lhe, "Bem, John, seu projeto está agora completo, assun seu emprego nos estúdios Disney está terminado agora." Wilhite, que era parte do grupo live-action da Disney e conseqüentemente não teve obrigações para com o estúdio de animação, conseguiu manter Lasseter temporariamente até que o projeto de teste Wild Things estivesse concluído em janeiro de 1984, mas com a compreensão de que não haveria mais trabalho para Lasseter na Disney Animation. The Brave Little Toaster seria mais tarde um filme de animação 2D dirigido por um dos amigos de Lasseter, Jerry Rees, e co-produzido por Wilhite (que tinha, saido para iniciar Hyperion Pictures), e alguns dos funcionários da Pixar.

### Lucasfilm\Pixar

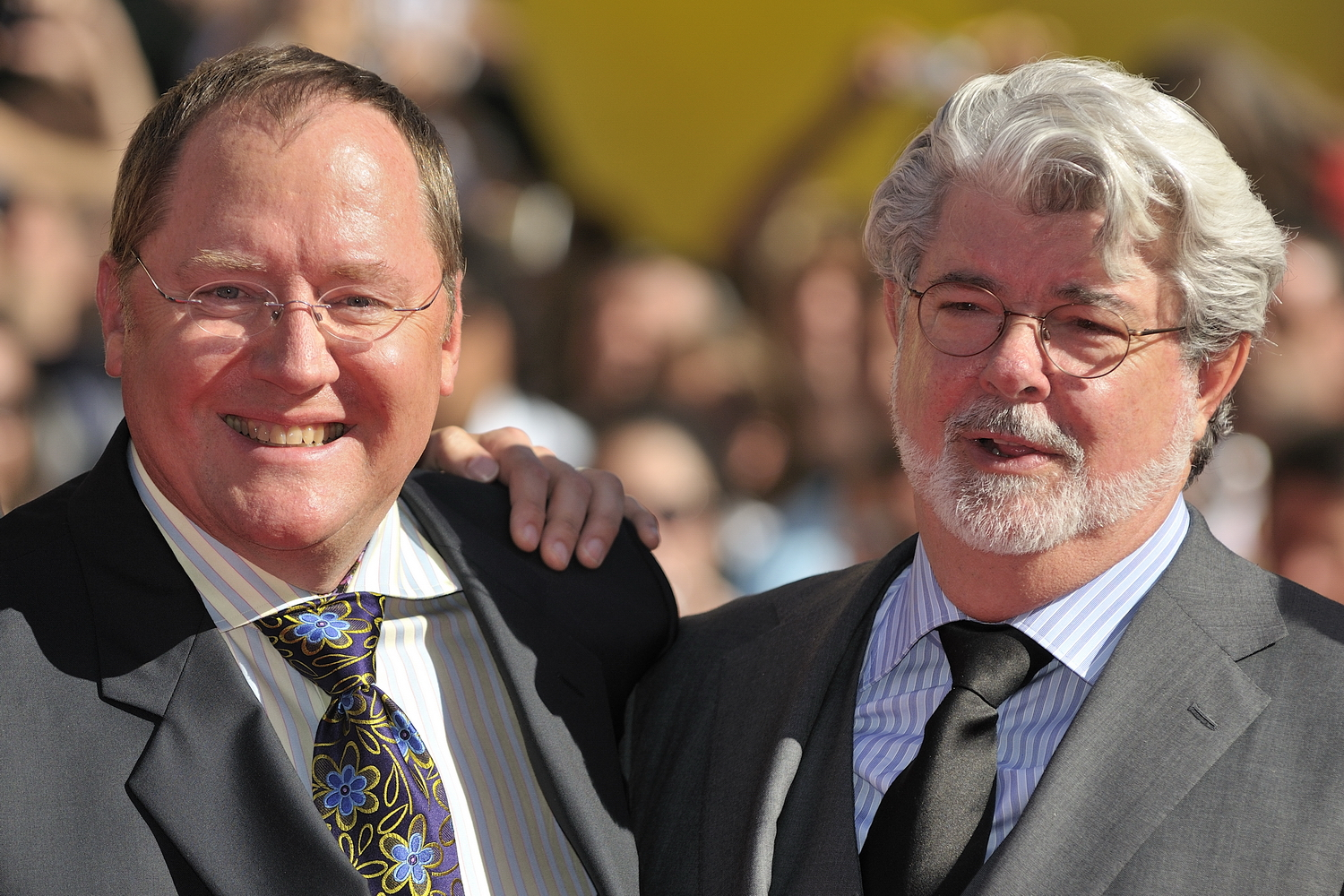
John Lasseter e George Lucas no Festival de Veneza, 2009.

Enquanto reunia uma equipe para o projeto, Lasseter havia feito alguns contatos na indústria de computadores, entre eles Alvy Ray Smith e Ed Catmull na Lucasfilm Computer Graphics Group. Depois de ser demitido, e sentindo-se melancólico sabendo que seu emprego na Disney estava para terminar em breve, Lasseter visitou uma conferência de computação gráfica em novembro de 1983 no Queen Mary em Long Beach, onde se reuniu e conversou com Catmull novamente. Catmull perguntou sobre The Brave Little Toaster, que Lasseter explicou que tinha sido arquivado. De sua experiência na Lucasfilm, Catmull assumiu que Lasseter era simplesmente entre projetos, desde que os estúdios de Hollywood tradicionalmente demitiram pessoas sempre que não tem filmes suficientes em andamento para mantê-los ocupados. Ainda devastado por ter sido forçado a sair da única empresa que ele sempre quis trabalhar, Lasseter não conseguiu encontrar a força para dizer Catmull que ele tinha sido despedido.
Catmull telefonou mais tarde para Smith naquele dia e mencionou que Lasseter não estava trabalhando na Disney. Smith disse Catmull para colocar o telefone e contratar Lasseter agora. Antes do dia acabar, Lasseter tinha feito um acordo para trabalhar como freelancer com Catmull e seus colegas em um projeto que resultou em seu primeiro curta de animação por computador:The Adventures of André and Wally B. Como Catmull não tinha permissão para contratar animadores, recebeu o título de "Designer de Interface"; "Ninguém sabia o que era, mas não o questionava nas reuniões orçamentárias". Lasseter passou muito tempo na Lucasfilm na área da baía de San Francisco, na primavera de 1984, onde trabalhou em conjunto com Catmull e sua equipe de pesquisadores de informática. Lasseter aprendeu a usar alguns de seus woftware e, por sua vez, ele ensinou os cientistas da computação sobre cinema, animação e arte. O curta acabou sendo mais revolucionário do que Lasseter tinha pensando pela primeira vez quando chegou a Lucasfilm. Sua ideia original tinha sido criar somente os fundos em computadores, mas o curta era todo em animação digital, incluindo os personagens.
Depois que o curta CGI foi apresentado no SIGGRAPH no verão de 1984, Lasseter voltou a Los Angeles com a esperança de dirigir The Brave Little Toaster na Hyperion Pictures. Ele logo descobriu que o financiamento tinha caído e falou Catmull da má notícia. Catmull o chamou de volta com uma oferta de trabalho, e Lasseter se juntou Lucasfilm como um funcionário de tempo integral em outubro de 1984 e se mudou para a área da Baía. A colaboração de Lasseter e Catmull durou mais de trinta anos, que resultaria em Toy Story (1995), que foi o primeiro filme de animação computadorizada.
Devido ao divórcio financeiramente incapacitante de George Lucas, ele foi forçado a vender Lucasfilm Computer Graphics, desta vez renomeada Pixar Graphics Group. Ela virou uma corporação separada com Steve Jobs como seu acionista majoritário em 1986. Nos próximos 10 anos, a Pixar evoluiu de uma empresa de computadores em um estúdio de animação. Lasseter supervisionou todos os filmes da Pixar e projetos associados como produtor executivo. Além disso, dirigiu Toy Story (1995), A Bug's Life (1998), Toy Story 2 (1999), Cars (2006) e Cars 2 (2011).
Ele ganhou dois Oscar, por melhor curta-metragem de animação (por Tin Toy), além de um Prêmio de Realização Especial (por Toy Story). Lasseter foi nomeado em quatro outras ocasiões - na categoria Melhor Filme de Animação, tanto para Monsters, Inc. (2001) quanto para Cars, na categoria de Roteiro Original para Toy Story e na categoria curta de animação para Luxo, Jr. (1986) , Enquanto o curta Knick Knack (1989) foi selecionado por Terry Gilliam como um dos dez melhores filmes de animação de todos os tempos. Em 2008, ele foi homenageado com o Prêmio Winsor McCay, de realização de vida para animadores.

### Retorno a Disney
A Disney anunciou que iria comprar a Pixar em 24 de janeiro de 2006, e Lasseter foi nomeado diretor criativo da Pixar e da Walt Disney Feature Animation, a última renomeada Walt Disney Animation Studios. Em 25 de janeiro de 2006, Lasseter foi recebido por seus novos funcionários em Burbank com aplausos calorosos, como eles esperavam que ele poderia salvar o estúdio do qual tinha sido demitido 22 anos antes. Lasseter também foi nomeado principal conselheiro criativo da Walt Disney Imagineering, onde ele ajuda a desenhar atrações para os parques da Disney. Desde 2007, ele supervisiona todos os filmes e projetos associados da Walt Disney Animation Studios como produtor executivo. Ele reporta diretamente ao presidente e CEO da Disney, Robert Iger, ignorando os executivos do estúdio e do parque temático da Disney.
Em dezembro de 2006, Lasseter anunciou que a Disney Animation começará a produzir curtas animados que serão lançados no cinema uma vez mais. Lasseter disse que ele vê esse meio como uma excelente maneira de treinar e descobrir novos talentos na empresa, bem como um campo de testes para novas técnicas e idéias. Os curtasserão em 2D, CGI, ou uma combinação de ambos.
Em junho de 2007, Catmull e Lasseter passaram a controlar a DisneyToon Studios, uma divisão da Walt Disney Animation Studios, em uma instalação separada em Glendale. Desde então, como presidente e diretor de criação, respectivamente, eles supervisionam três estúdios separados para a Disney, cada um com seu próprio time de produção: Pixar, Disney Animation e DisneyToon. Enquanto Disney Animation e DisneyToon estão localizados na área de Los Angeles, Pixar está localizado a mais de 350 milhas (563 quilômetros) a noroeste da Área da Baía, onde Catmull e Lasseter ambos vivem. Uma vez que não podiam estar fisicamente presentes em todos os três estúdios de uma só vez, nomearam um gerente geral para cada estúdio para gerenciar eles diariamente, então estabeleceram uma rotina de gastar pelo menos dois dias por semana (geralmente terças e quartas-feiras), no sul da Califórnia.
Lasseter é um grande amigo e admirador do animador japonês Hayao Miyazaki, que conheceu pela primeira vez quando a TMS Entertainment enviou uma delegação de animadores para o estúdio da Disney em 1981 e mostrou um clipe do primeiro filme de Miyazaki, Lupin III: O Castelo de Cagliostro (1979). Lasseter ficou tão emocionado que, em 1985, insistiu em mostrar esse clipe e outros exemplos do trabalho de Miyazaki depois do jantar para uma mulher que acabara de conhecer (que se tornaria sua esposa). Ele visitou Miyazaki durante sua primeira viagem ao Japão em 1987, e viu os desenhos para Tonari no Totoro (1988). Depois que Lasseter se tornou um diretor bem sucedido e produtor na Pixar, ele passou a servir como produtor executivo em vários dos filmes de Miyazaki para seu lançamento nos Estados Unidos e supervisionou a tradução e dobragem de suas trilhas sonoras para a língua inglesa. O espírito de floresta de Totoro faz uma aparição como um brinquedo de pelúcia em Toy Story 3.
Lasseter é um membro da Academia de Artes e Ciências Cinematográficas e serviu nove anos consecutivos em seu conselho de governadores de 2005 a 2014, quando ele teve que renunciar a sua sede devido a limites de mandato. Sua última posição no conselho foi como primeiro vice-presidente.
Lasseter recebeu uma estrela na Calçada da Fama de Hollywood em 1 de novembro de 2011, localizado em 6 834, Hollywood Boulevard.
Em novembro de 2017 resolveu deixar o comando da Disney/Pixar sob a acusação de assédio.

### Skydance Animation
Em janeiro de 2019, Lasseter é contratado para comandar a Skydance Animation, a nova divisão de animações do estúdio Skydance Media.

## Filmografia

### Diretor
- Lady and the Lamp (1979)
- Nitemare (1979)
- Luxo Jr. (1986)
- Red's Dream (1987)
- Tin Toy (1988)
- Knick Knack (1989)
- Toy Story (1995)
- Vida de Inseto (1998)
- Toy Story 2 (1999)
- Carros (2006)
- Mater and the Ghostlight (2006)
- Cars Toon: Mater's Tall Tales (2008)
- Carros 2 (2011)

### Produtor executivo
- André & Wally B. (1984)
- Geri's Game (1997)
- For the Birds (2000)
- Monstros S.A. (2001)
- Procurando Nemo (2003)
- Boundin' (2003)
- Os Incríveis (2004)
- One Man Band (2005)
- Mater and the Ghostlight (2006)
- Lifted (2006)
- A Família do Futuro (2007)
- Ratatouille (2007)
- WALL-E (2008)
- Tinker Bell (2008)
- Bolt (2008)
- Up (2009)
- Tinker Bell and the Lost Treasure (2009)
- A Princesa e o Sapo (2009)
- Toy Story 3 (2010)
- Tinker Bell and the Great Fairy Rescue (2010)
- Enrolados (2010)
- Winnie the Pooh (2011)
- Brave (2012)
- Secret of the Wings (2012)
- Wreck-It Ralph (2012)
- Monsters University (2013)
- Aviões (2013)
- Frozen (2013)
- The Pirate Fairy (2014)
- Big Hero 6 (2014)
- Zootopia (2016)
- Carros 3 (2017)
- Toy Story 4 (2019)